# Convento dei Cappuccini (Pigni)
Il convento dei Cappuccini di contrada Pigni, anche conosciuto come secondo convento dei Cappuccini, era un edificio religioso di Caltanissetta, che nell'Ottocento fu riconvertito nell'ospedale Vittorio Emanuele II.

## Storia

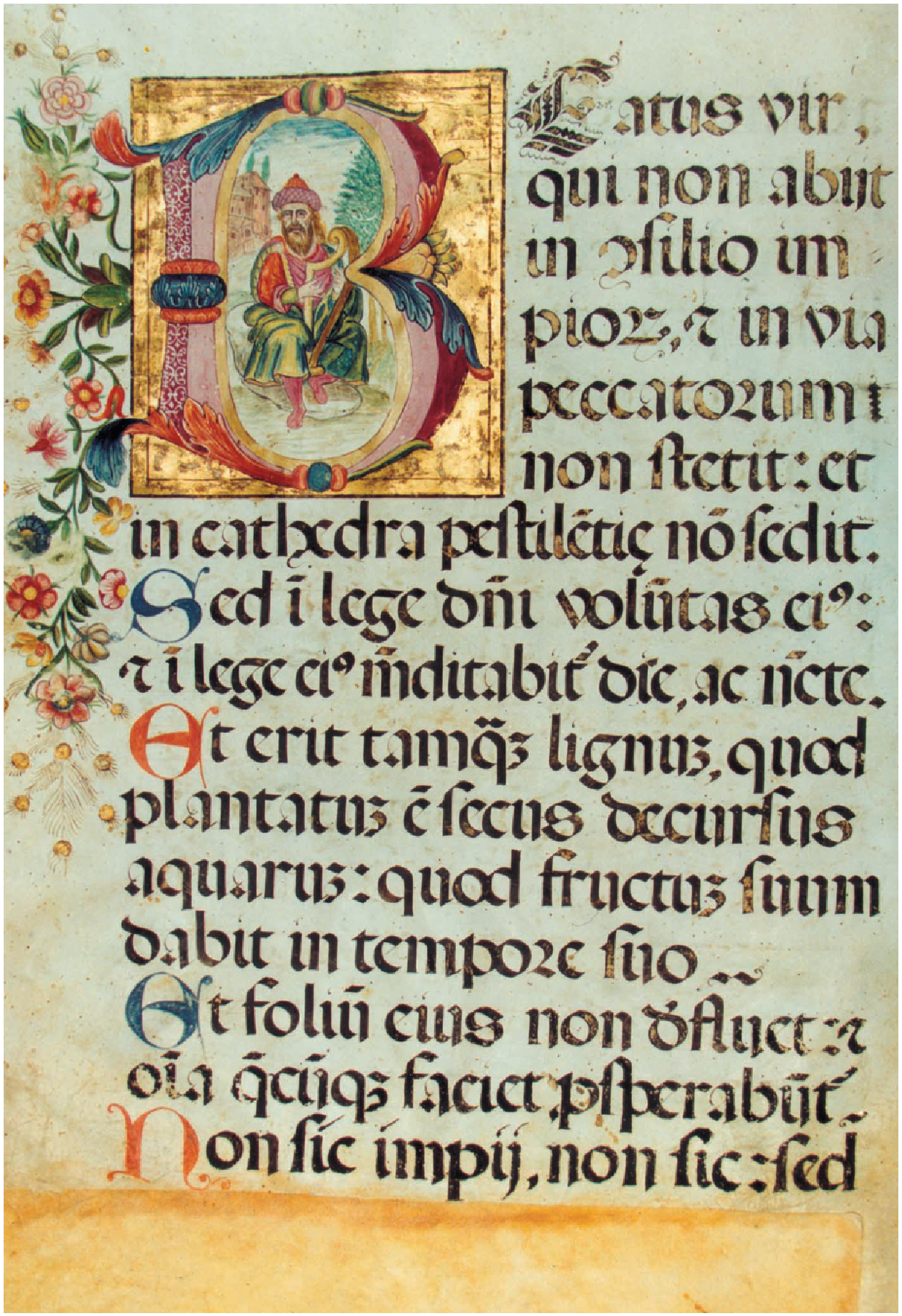
Salterio diurno miniato del XVII secolo proveniente dal secondo convento dei Cappuccini

Nel Cinquecento i frati cappuccini erano giunti a Caltanissetta e si erano stabiliti in un convento in contrada Scopatore, o Xiboli (oggi inglobato nello stabilimento Averna), che tuttavia risultò ben presto troppo lontano dalla città. Per ovviare al problema fu fondato un nuovo convento in contrada Pigni, nella periferia sud della città accanto alla chiesa di san Giuseppe fuori le mura, grazie alle donazioni di donna Luisa de Luna e Vega, duchessa di Montalto e moglie del conte di Caltanissetta Cesare Moncada, e della principessa Maria d'Aragona. Il nuovo convento, intitolato per volere della duchessa all'Immacolata Concezione, fu costruito tra il 1580 e il 1587; nel 1591 donna Luisa donò ai cappuccini anche il terreno adiacente al convento, detto "selva dei Cappuccini".
L'edificio originario divenne in poco tempo piccolo a causa del crescente numero di cappuccini che vi gravitavano; per tale motivo fu oggetto di successivi rimaneggiamenti:
- nel 1647 venne edificato il dormitorio utilizzando le pietre che sarebbero dovute servire a completare il palazzo dei Moncada;
- nel 1658 vi fu donata l'acqua di un pozzo nel quartiere di San Giuseppe, che vi giunse grazie a un acquedotto preesistente;
- nel 1674 venne costruito il cancello e aggiunte le "stanze grandi";
- nel 1686 vennero allungati il braccio occidentale e quello orientale, dove erano ospitati i dormitori;
- nel 1691 venne costruita una cisterna fuori dal confine della selva per accogliervi l'acqua di una falda sottostante (verrà acquisita e recintata dal comune di Caltanissetta nel 1822);
- nel 1698 venne realizzata una libreria;
- nel 1711 la chiesa del convento venne allungata di circa sei metri.

A partire dal Settecento ospitò alcune opere pittoriche, tra cui un quadro sulla Concezione, poi trasferito nell'abbazia di Santo Spirito, e un altro sull'Immacolata e San Michele, opera di padre Fedele da San Biagio, e due opere di padre Fedele da Sambuca. Il convento fu a lungo sede di noviziato, che però fu spostato a Caccamo in seguito al passaggio della Sicilia ai Savoia nel 1713; nel 1718 venne brevemente occupato dalle truppe di Annibale Maffei in ritirata.

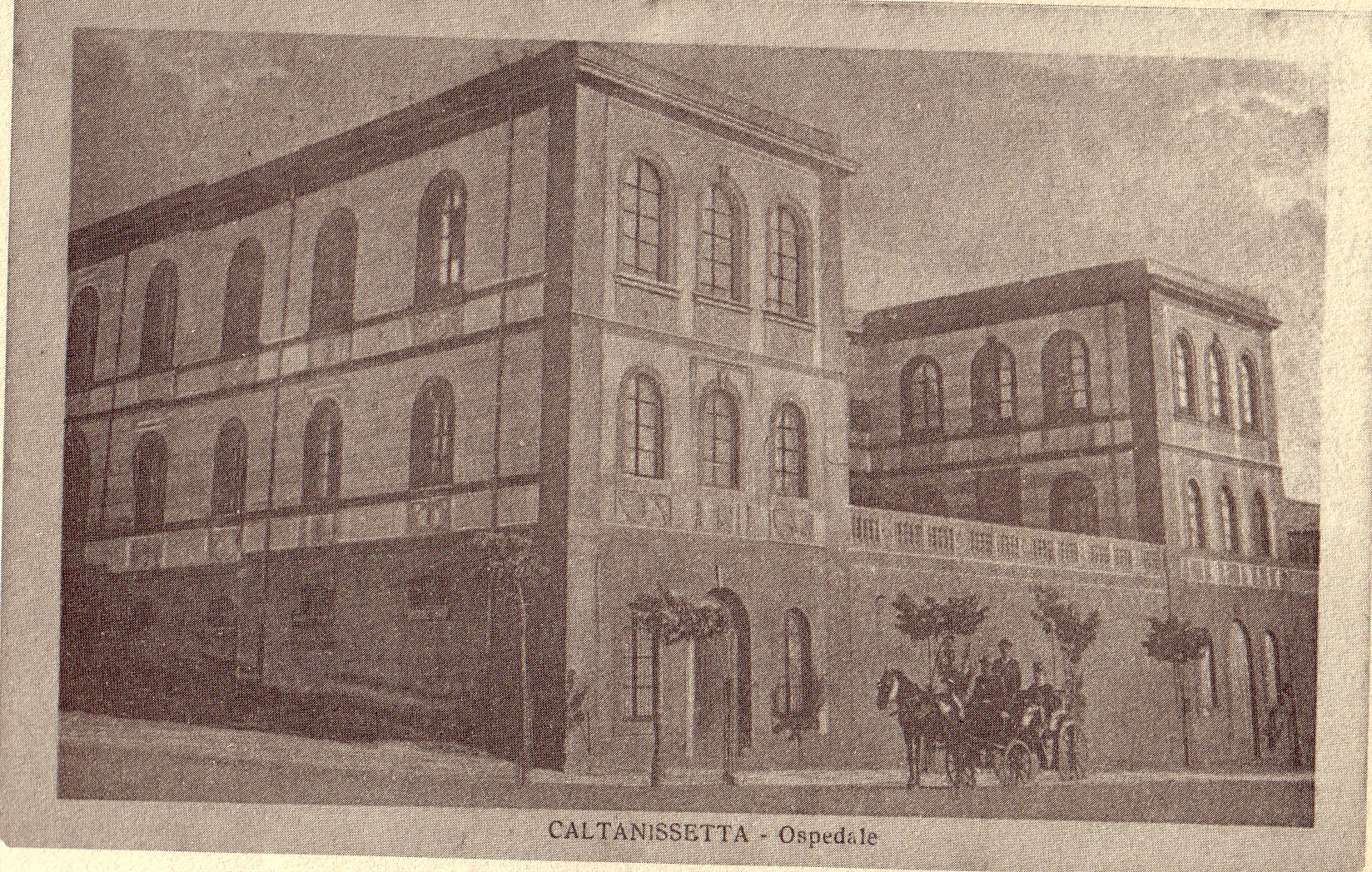
Il convento già trasformato in ospedale (ca. 1910)

Sui terreni circostanti il convento nel 1821 furono iniziati i lavori per un giardino pubblico, che fu completato nel 1828 con il nome di "villa Isabella"; nel 1890 il giardino venne intitolato ad Amedeo di Savoia, divenendo "villa Amedeo".
Con l'unità d'Italia il convento fu confiscato e a partire dal 1866 venne riconvertito in ospedale, ma le pesanti modifiche che vi vennero apportate nel Novecento stravolsero l'impianto originario del convento, rendendolo irriconoscibile. Nel 1888 i frati cappuccini trovarono una nuova sistemazione presso la chiesa di San Michele, accanto alla quale costruirono un convento.